# Kip Pardue
Kip Pardue (* 23. September 1975 in Atlanta, Georgia als Kevin Ian Pardue) ist ein US-amerikanischer Schauspieler.

## Leben und Leistungen
Pardue absolvierte die Dunwoody High School in Atlanta. Im Jahr 1998 absolvierte er die Wirtschaftswissenschaften an der Yale University, wo er in der Footballmannschaft der Universität spielte. Er war zeitweise als Fotomodell tätig.
Pardue debütierte im Jahr 1999 in der Fernsehserie Eine himmlische Familie. Er trat in dem Footballfilm Gegen jede Regel (2000) neben Denzel Washington auf. Für diese Rolle wurde er im Jahr 2000 für den Las Vegas Film Critics Society Award nominiert. 2001 war er in Renny Harlins Film Driven neben Sylvester Stallone und Til Schweiger zu sehen. Im Jahr 2002 erhielt er als Stilprägender (New Stylemaker) einen Young Hollywood Award.
In dem preisgekrönten Filmdrama Dreizehn (2003) wirkte er neben Holly Hunter und Evan Rachel Wood mit. Im gleichen Jahr spielte er in dem Thriller Der Feind in meinem Mann neben Tara Reid die männliche Hauptrolle. In der Komödie Imaginary Heroes (2004) spielte er neben Sigourney Weaver und Jeff Daniels. In dem Filmdrama Loggerheads (2005) übernahm er die Hauptrolle eines in sich gekehrten, homosexuellen jungen Mannes, der Nacht für Nacht am Strand von Kure Beach, North Carolina, die Loggerheads, eine bedrohte Schildkrötenart, beobachtet.
Darüber hinaus wirkte er in dem Remake des Horror-Filmklassikers The Wizard of Gore und in mehreren Folgen der Fernsehserie Emergency Room mit.

## Filmografie (Auswahl)
- 1999: Weil ich ein Mädchen bin (But I’m a Cheerleader)
- 2000: Gegen jede Regel (Remember the Titans)
- 2001: Driven
- 2002: Die Regeln des Spiels (The Rules of Attraction)
- 2003: Dreizehn (Thirteen)
- 2003: Der Feind in meinem Mann (Devil’s Pond)
- 2003: This Girl’s Life – Mein Leben als Pornostar (This Girl’s Life)
- 2004: Imaginary Heroes
- 2004: The Heart Is Deceitful Above All Things
- 2005: Loggerheads
- 2005: Tausche Ruhm gegen Liebe (Undiscovered)
- 2006: Laura Smiles
- 2006–2007: Emergency Room – Die Notaufnahme (ER, Fernsehserie, 6 Folgen)
- 2007: The Wizard of Gore
- 2008: Prinzessin Ithaka (Princess)
- 2009: Bitter/Sweet
- 2011: Hostel 3 (Hostel: Part III)
- 2014: Ray Donovan (Fernsehserie, 5 Folgen)
- 2016: American Fable
- 2017–2018: Marvel’s Runaways (Fernsehserie, 19 Folgen)